# Pastorat (Odenthal)
Das Pastorat ist ein denkmalgeschütztes Wohnhaus und ein Wohnplatz in Unterodenthal in der Gemeinde Odenthal im Rheinisch-Bergischen Kreis.

## Lage und Beschreibung
Das Pastorat ist Teil eines Pfarrhofs und liegt ca. 220 m nördlich der Pfarrkirche Odenthal zwischen der Dhünn und der Altenberger-Dom-Straße. Das Pfarrhaus mit den Nebengebäuden und ehemaligen Stallungen ist als Pfarrhofensemble unter Nr. 25 in der Liste der Baudenkmäler in Odenthal eingetragen. Das heutige Pastorat wurde 1725 erbaut und 1976/1977 renoviert. Die postalische Adresse ist Altenberger-Dom-Straße 51.

## Geschichte
Im Mittelalter bis in die Neuzeit war es üblich, dass Pfarrer zur Selbstversorgung neben dem Pfarrhaus auch landwirtschaftlichen Anwesen, den Pfarrhof oder Wiedenhof, bekamen, den sie selbst bewirtschaften oder verpachten konnten, so auch in Odenthal. Die Ländereien des Wiedenhofs waren dabei seinerzeit wesentlich ausgedehnter als heute.
Die Topographia Ducatus Montani des Erich Philipp Ploennies, Blatt Amt Miselohe, belegt, dass der Wohnplatz 1715 als Hof kategorisiert wurde und mit Pastorat bezeichnet wurde. Das Pastorat war im Mittelalter Teil der Dorfhonschaft in Unterodenthal. Später wurde es Teil der preußischen Bürgermeisterei Odenthal. Der Ort ist auf der Topographischen Aufnahme der Rheinlande von 1824, auf der Preußischen Uraufnahme von 1840 und ab der Preußischen Neuaufnahme von 1892 auf Messtischblättern regelmäßig ohne Namen verzeichnet.
| Jahr | Einwohner | Wohn- gebäude | Kategorie     | Bemerkung      |
| ---- | --------- | ------------- | ------------- | -------------- |
| 1822 | 4         |               | Ackergut      |                |
| 1830 | 6         |               | Ackergut      |                |
| 1845 | 4         | 1             | Pfarr-Wohnung | gen. Pastorath |

## Der Widdenhof
Der Widdenhof (Wiedenhof) als Pfarrhof war in der Zeit der Bürgermeisterei Odenthal ebenfalls als eigenständiger Wohnplatz eingetragen.
| Jahr | Einwohner | Wohn- gebäude | Kategorie  |
| ---- | --------- | ------------- | ---------- |
| 1822 | 10        |               | Hof        |
| 1830 | 14        |               | Hof        |
| 1845 | 7         | 1             | Ackergüter |